# Station Bennigsen
Station Bennigsen (Bahnhof Bennigsen) is een spoorwegstation in de Duitse plaats Bennigsen, in de deelstaat Nedersaksen. Het station ligt aan de spoorlijn Hannover - Soest. 

## Indeling
Het station heeft twee zijperrons, welke deels zijn overkapt. De perrons zijn verbonden via een voetgangerstunnel aan de zuidwestzijde van het perron. Aan de zuidoostzijde van het station bevindt zich de bushalte van het station, fietsenstallingen zijn aan beide kanten van het spoor.

## Verbindingen
Het station is onderdeel van de S-Bahn van Hannover, die wordt geëxploiteerd door DB Regio Nord. De volgende treinserie doet het station Bennigsen aan:
| Serie | Treinsoort             | Route | Bijzonderheden                 |
| ----- | ---------------------- | --- | ------------------------------ |
| S5    | S-Bahn (DB Regio Nord) | Hannover Flughafen – Hannover Hbf – Hannover Bismarckstraße – Bennigsen – Hamelen – Bad Pyrmont – Paderborn Hbf | Flughafen - Hamelen 2x per uur |